# Јован Шарчевић
Јован Шарчевић (Зрењанин, 7. јануар 1966 — Кувајт, 26. новембар 2015) био је српски фудбалер. Играо је на позицији одбрамбеног играча.

## Биографија
Шарчевић је рођен у Зрењанину а детињство је провео у селу Међа.
За Пролетер из Зрењанина је од 1985. до 1991. године одиграо 137 званичних утакмица. За Војводину је наступао од 1991. до 1993. године и одиграо је 48 мечева, да би се потом вратио на још годину дана у Пролетер.
Касније га је пут одвео у Сеул, а по повратку из Јужне Кореје играо је и са суботички Спартак чије је боје бранио од 1996. до 1999. године. Последње године каријере је провео у Будућности из Банатског Двора којег је као капитен и увео кроз ниже лиге до Прве лиге, данашње Суперлиге Србије.
Радио је и као тренер млађих категорија у Војводини од 2008. до 2013. године, а потом је отишао у Кувајт где је до радио као тренер млађих категорија у тамошњем Ал Арабију.
Преминуо је 26. новембра 2015. године у Кувајту.